# Marimínguez
Marimínguez es un despoblado español perteneciente al municipio albaceteño de Alcalá del Júcar. Se encuentra a 6 km al norte de dicha población. En la primera década del siglo xx se le atribuían 49 habitantes. A inicios del siglo XXI estaba despoblado. Para acceder al despoblado hay que hacerlo a través de un camino vecinal que parte de Las Eras.

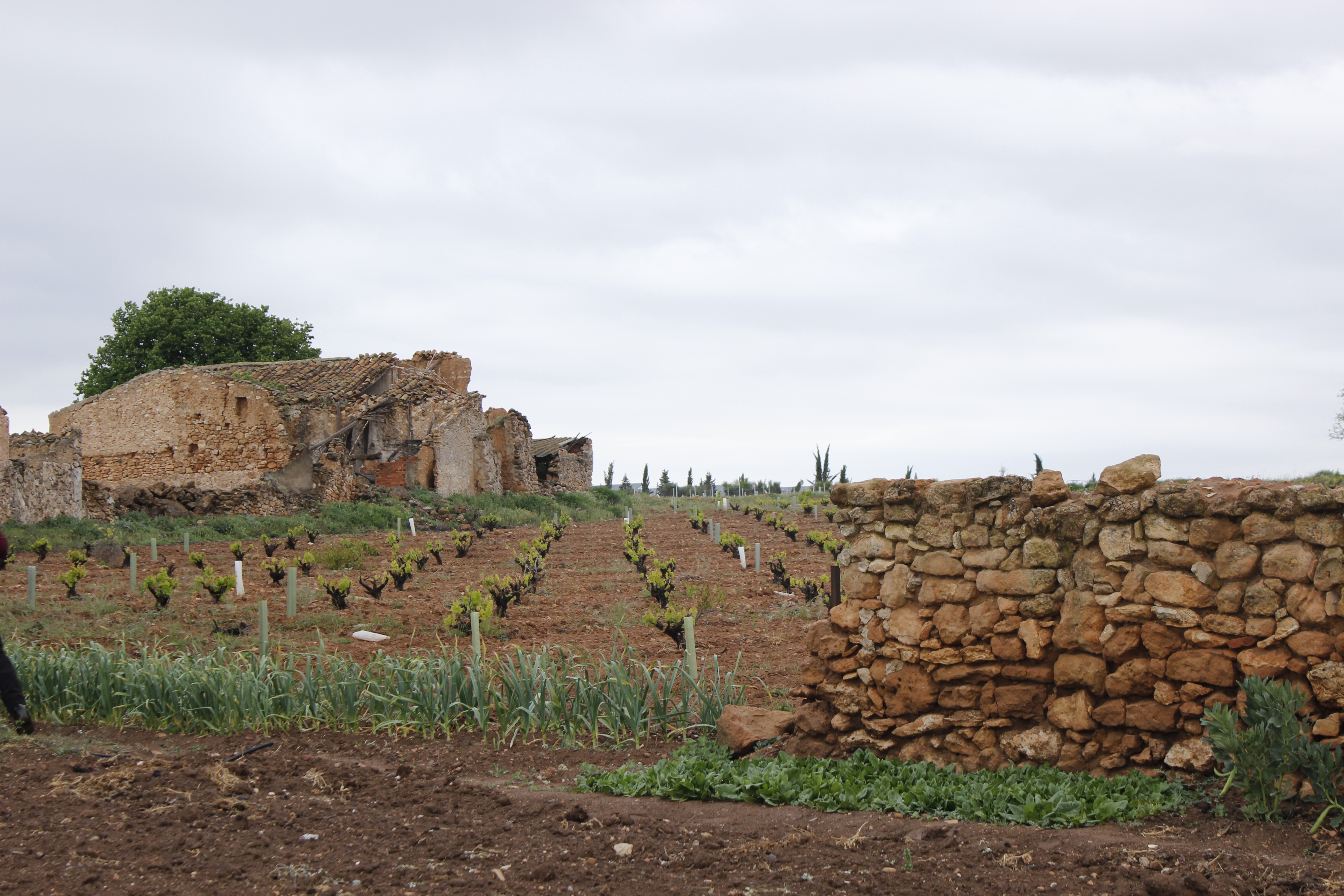
Viñedos y edificios

Su fiesta principal se celebraba el 19 de marzo, festividad de San José, con una misa, procesión y hoguera. También se celebraban hogueras por San Blas y San Antón, que eran las más antiguas del término de Alcalá del Júcar.